# Paraneetroplus synspilus
Paraneetroplus synspilus är en fiskart som först beskrevs av Hubbs, 1935.  Paraneetroplus synspilus ingår i släktet Paraneetroplus och familjen Cichlidae. Inga underarter finns listade i Catalogue of Life.